# Élection municipale de 2022 à Washington D.C.
L'élection municipale de 2022 à Washington D.C. se tient le 8 novembre 2022 afin d'élire le maire. La démocrate Muriel Bowser est réélue, devenant ainsi le premier maire de Washington à remporter un troisième mandat consécutif depuis Marion Barry en 1986.

## Résultats
| Résultats | Résultats   | Résultats            | Résultats | Résultats |
| Partis    | Partis      | Candidats            | Voix      | %         |
| --------- | ----------- | -------------------- | --------- | --------- |
|           | Démocrate   | Muriel Bowser        | 147 433   | 74,62     |
|           | Indépendant | Rodney « Red » Grant | 29 531    | 14,95     |
|           | Républicain | Stacia Hall          | 11 510    | 5,83      |
|           | Libertarien | Dennis Sobin         | 2 521     | 1,28      |
|           |             | Write-in             | 6 580     | 3,33      |
| Total     | Total       | Total                | 197 575   | 100       |